# Carnières (België)
Carnières is een plaats in de Belgische provincie Henegouwen, en een deelgemeente van de Waalse gemeente Morlanwelz.
Carnières was een zelfstandige gemeente, tot die bij de gemeentelijke herindeling van 1977 toegevoegd werd aan de gemeente Morlanwelz.

## Bezienswaardigheden
- De Sint-Hilariuskerk is een neoromaans kerkgebouw van 1872.
- De Sint-Jozefkerk (Église Saint-Joseph) is een neogotisch kerkgebouw van 1906, gebouwd voor de wijk Les Trieux, ten noorden van de spoorlijn. De parochie werd in 1904 opgericht.

## Natuur en landschap
Carnières ligt aan de Hene. De Ruisseau de la Haye vloeit te Carnières in de Hene. De hoogte aan de kerk bedraagt 117 meter.

## Economie
Vanaf de 18e eeuw werd steenkool gewonnen. Er bestonden drie schachten. Hiernaast was de metallurgische industrie van belang met smederijen, koudwalserijen en dergelijke.

## Demografische ontwikkeling
- Bronnen:NIS, Opm:1831 tot en met 1970=volkstellingen, inwoneraantal op 31 december

## Nabijgelegen kernen
Mont-Sainte-Aldegonde, Morlanwelz-Mariemont, Piéton, Anderlues